# Cantón de Aurignac
El cantón de Aurignac es una división administrativa francesa, situada en el departamento de Alto Garona y la región de Mediodía-Pirineos.

## Composición
El cantón de Aurignac incluye diecinueve comunas:
- Aurignac
- Cassagnabère-Tournas
- Aulon
- Alan
- Latoue
- Boussan
- Saint-André
- Benque
- Montoulieu-Saint-Bernard
- Eoux
- Terrebasse
- Samouillan
- Peyrissas
- Peyrouzet
- Bachas
- Bouzin
- Cazeneuve-Montaut
- Saint-Élix-Séglan
- Esparron